# Сен-Меар-де-Гюрсон
Сен-Меа́р-де-Гюрсо́н (фр. Saint-Méard-de-Gurçon) — коммуна во Франции, находится в регионе Аквитания. Департамент — Дордонь. Входит в состав кантона Пеи-де-Монтень и Гюрсон. Округ коммуны — Бержерак.
Код INSEE коммуны — 24461.

## География
Коммуна расположена приблизительно в 470 км к югу от Парижа, в 65 км восточнее Бордо, в 55 км к юго-западу от Перигё.
По территории коммуны протекает река Лидуар.

### Климат
Климат умеренный океанический со средним уровнем осадков, которые выпадают преимущественно зимой. Лето здесь долгое и тёплое, однако также довольно влажное, здесь не бывает регулярных периодов летней засухи. Средняя температура января — 5 °C, июля — 18 °C. Изредка вследствие стечения неблагоприятных погодных условий может наблюдаться непродолжительная засуха или случаются поздние заморозки. Климат меняется очень часто, как в течение сезона, так и год от года.

## Население
Население коммуны на 2010 год составляло 783 человека.
| 1962 | 1968 | 1975 | 1982 | 1990 | 1999 | 2010 |
| ---- | ---- | ---- | ---- | ---- | ---- | ---- |
| 877  | 846  | 763  | 776  | 751  | 795  | 783  |

## Администрация
| Период | Период | Фамилия       | Партия       | Примечания |
| ------ | ------ | ------------- | ------------ | ---------- |
| 2001   | 2014   | Моник Вируло  | беспартийная |            |
| 2014   | 2020   | Жерар Боннами |              |            |

## Экономика
В 2010 году среди 487 человек трудоспособного возраста (15-64 лет) 348 были экономически активными, 139 — неактивными (показатель активности — 71,5 %, в 1999 году было 69,2 %). Из 348 активных жителей работали 304 человека (156 мужчин и 148 женщин), безработных было 44 (18 мужчин и 26 женщин). Среди 139 неактивных 27 человек были учениками или студентами, 81 — пенсионерами, 31 были неактивными по другим причинам.

## Достопримечательности
- Церковь Св. Медардуса (XV век). Исторический памятник с 1974 года[5]

## Фотогалерея
- Церковь Св. Медардуса
- Мэрия
- Школа
- Почта
- Общественная прачечная
- Статуя Девы Марии
- Река Лидуар